# Pljuszpljusz
A Pljuszpljusz (ukránul: Плюсплюс) egy ukrán, gyerekeknek szóló televízióadó, amely tulajdonosa az 1+1 médiacsoport. 2006. decemberében indult, Sziti (Сіті) néven, majd 2012-ben kapta jelenlegi nevét.

## Műsorok
Az adó főként rajzfilmsorozatokat sugároz. Korábban szovjet rajzfilmeket is vetített. Mivel ukrán nyelven nincs még Disney Channel és Cartoon Network, ezért e két csatorna sorozatait a Pljuszpljusz tűzi műsorra.
- Kalandra fel!
- Kis királylány
- Gumball csodálatos világa
- Dexter laboratóriuma
- Jake és Sohaország kalózai
- Kisvakond
- Pecatanya
- Pat és Stan
- Phineas és Ferb
- Rejtélyek városkája
- Rózsaszín párduc
- A Simpson család
- Sok sikert, Charlie!
- Timon és Pumbaa
- Verdanimációk
- Voice Kids (Голос Діти)
- és továbbiak

## Fordítás
Ez a szócikk részben vagy egészben  a(z)   Плюсплюс (телеканал) című ukrán Wikipédia-szócikk fordításán alapul.  Az eredeti cikk szerkesztőit annak laptörténete sorolja fel. Ez a jelzés csupán a megfogalmazás eredetét és a szerzői jogokat jelzi, nem szolgál a cikkben szereplő információk forrásmegjelöléseként.